# Nina Rangelova
Nina Rangelova (em búlgaro:  Нина Рангелова; Plovdiv, 22 de outubro de 1990) é uma nadadora búlgara.

## Carreira

### Rio 2016
Rangelova competiu nos 100 m livre feminino nos Jogos Olímpicos de Verão de 2016, sendo eliminada nas eliminatórias.